# Julien François René Martin
Pour les articles homonymes, voir Martin.
Julien François René Martin, né le 8 juin 1881 à Condé-sur-Noireau et mort le 26 septembre 1973 au sein de l'Hôpital d'instruction des armées Desgenettes dans le 3e arrondissement de Lyon, est un général de corps d'armée français (infanterie puis infanterie-chars de combat puis arme blindée-cavalerie), grand officier de la Légion d'honneur.
Il s'est notamment illustré lors de la bataille de Flavion en mai 1940.